# Kaarina
Kaarina este o comună din Finlanda.